# Segon Comtat de Portugal
El Segon Comtat de Portugal (en portuguès: Condado Portucalense) fou un estat establert l'any 1095 a l'oest de la península Ibèrica per Alfons VI de Lleó i concedit a Enric de Borgonya.

## Extensió
La seva extensió era molt més gran que el Primer Comtat de Portugal, i abastava els territoris compresos entre els rius Tajo i Miño: l'antic Comtat de Coïmbra (finat el 1091), terres de la regió de Trás-os-Montes i porcions al sur de l'antic Regne de Galícia (les parròquies dependents del bisbat de Tui). La seva capital se situà a la ciutat de Coïmbra.

## Creació del comtat
La mort l'any 1072 de Garcia I de Galícia provocà que els seus dominis del Regne de Galícia i el Comtat de Portugal passessin a mans del seu germà Alfons VI de Lleó. En agraïment als serveis prestats per part d'Enric de Borgonya al rei lleonès en la seva lluita contra els sarraïns el prometé en núpcies amb la seva filla natural Teresa de Lleó i li concedí en dot de matrimoni els territoris situats entre els riu Tajo i Miño, naixent així novament el comtat de Portugal sota domini però del regne de Lleó.
Enric de Borgonya reformà les institucions del comtat, ampliant el seu poder administratiu, judicial i militar per tal d'aconseguir la plena independència del Regne de Lleó. Inicià una política de repoblació i, aprofitant els problemes interns de la seva cunyada Urraca I de Castella proclamà la independència del Comtat de Portugal.
A la mort d'Enric la seva esposa Teresa de Lleó fou nomenada comtessa i regent del comtat en nom del seu fill Alfons de Portugal. Intentà amplià els seus territoris lluitant contra el Regne de Lleó, però fou vençuda per la seva germana Urraca I el 1121, per la qual cosa el comtat tornà a esdevenir vassall d'aquest regne. Enemistada amb la noblesa i el seu propi fill, per la seva relació amb la família Travas, l'any 1128 fou derrotada a Guimarães, apartada del poder i exilida a Galícia.
Aconseguit el poder Alfons Henriques o Alfons I de Portugal buscà dos objectius primordials amb la Santa Seu: la plena autonomia de l'església portuguesa i el reconeixement del regne. En lluita contra els sarraïns va aconseguir la important victòria en la batalla d'Ourique el 1139, any en el qual va aconseguir la plena independència del comtat i es feu coronar rei de Portugal, creant així el Regne de Portugal.

## Comtes de Portugal (segon període)
- 1094-1112: Enric de Borgonya, gendre d'Alfons VI de Castella
- 1112-1128: Teresa de Lleó, esposa de l'anterior
- 1112-1139: Alfons I el Conqueridor, fill dels anteriors

a partir de 1139 el comtat de Portugal esdevindrà un reialme